# Julien Alfred
Julien Alfred (* 10. Juni 2001 in Castries) ist eine lucianische Leichtathletin, die sich auf den Sprint spezialisiert hat. Sie ist Inhaberin der Landesrekorde über 100 und 200 Meter, seit 2023 hält sie auch den nordamerikanischen Hallenrekord im 60-Meter-Lauf. Ihren bisher größten Erfolg feierte sie mit dem Gewinn der Goldmedaille über 100 Meter bei den Olympischen Spielen in Paris.

## Sportliche Laufbahn
Erste internationale Erfahrungen sammelte Julien Alfred bei den CARIFTA Games 2016 in St. George’s, bei denen sie in 11,90 s den fünften Platz im 100-Meter-Lauf in der U18-Altersklasse belegte und über 200 Meter mit 25,34 s im Vorlauf ausschied. 2017 wurde sie bei den CARIFTA-Games in Willemstad in 12,01 s erneut Fünfte über 100 Meter und anschließend siegte sie bei den Commonwealth Youth Games in Nassau in 11,56 s. Im Jahr darauf gelangte sie bei den CARIFTA-Games ebendort mit 11,68 s auf Rang fünf über 100 Meter in der U20-Altersklasse und anschließend nahm sie an den Olympischen Jugendspielen in Buenos Aires teil und gewann dort die Silbermedaille über 100 Meter hinter der Nigerianerin Rosemary Chukwuma. Im Herbst 2018 begann sie zudem ein Studium an der University of Texas at Austin. 2019 verbesserte sie den lucianischen Landesrekord im 200-Meter-Lauf auf 22,90 s. 2022 stellte sie mit 11,07 s den Landesrekord über 100 Meter auf. Im selben Jahr siegte sie bei den NCAA-Collegemeisterschaften über 100 Meter sowie in der 4-mal-100-Meter-Staffel. Anfang Juli siegte sie in 11,34 s bei den U23-Karibikspielen in Guadeloupe und anschließend wurde sie bei den Weltmeisterschaften in Eugene im Halbfinale über 100 Meter wegen eines Fehlstarts disqualifiziert. Daraufhin gewann sie 2022 bei den Commonwealth Games in Birmingham in 11,01 s die Silbermedaille hinter der Jamaikanerin Elaine Thompson-Herah.
2023 dominierte sie den Sprint im Zuge der College-Wettbewerbe in den Vereinigten Staaten. In der Halle wurde sie NCAA-Hallenmeisterin und egalisierte dort mit 6,94 s den Nordamerikarekord der US-Amerikanerin Aleia Hobbs aus demselben Jahr. Auch im Freien blieb sie in allen Wettkämpfen über 100 und 200 Meter ungeschlagen und sicherte sich die NCAA-Titel über 100 und 200 Meter und in der 4-mal-100-Meter-Staffel. Im Juli 2023 siegte sie in 11,14 s über 100 Meter bei den Zentralamerika- und Karibikspielen in San Salvador und wurde dann beim Herculis in Monaco in 22,08 s Zweite über 200 Meter und siegte in 10,89 s über 100 Meter beim Gyulai István Memorial. Im August erreichte sie bei den Weltmeisterschaften in Budapest das Finale über 100 Meter und belegte dort in 10,93 s den fünften Platz und über 200 Meter wurde sie in 22,05 s im Finale Vierte. Im folgenden Jahr blieb sie in der Halle über 60 Meter ungeschlagen und reiste als Mitfavoritin auf den Titel zu den Hallenweltmeisterschaften in Glasgow und siegte dort in 6,98 s und sicherte damit für St. Lucia die erste Goldmedaille bei einem Leichtathletik-Großereignis auf globaler Ebene. Beim Prefontaine Classic wurde sie in 10,93 s Zweite über 100 Meter und im Juni siegte sie in 10,78 s beim Racers Grand Prix. Beim Gyulai István Memorial siegte sie in 22,16 s über 200 Meter, ehe sie beim Herculis in 10,85 s über 100 Meter Erste wurde. Beim London Athletics Meet wurde sie in 21,86 s Zweite über 200 Meter. Im August siegte sie bei den Olympischen Spielen in Paris im Finale über 100 Meter in 10,72 s und stellte damit einen neuen Landesrekord auf. Die damit errungene Goldmedaille war die erste olympische Medaille in der Sportgeschichte von St. Lucia. Anschließend gewann sie im Finale über 200 Meter in 22,08 s die Silbermedaille hinter der US-Amerikanerin Gabrielle Thomas. Bei Weltklasse Zürich wurde sie in 10,88 s Zweite über 100 Meter und anschließend siegte sie in 10,88 s beim Memorial Van Damme und sicherte sich damit den Gesamtsieg in der Diamond League.

## Persönliche Bestzeiten
- 100 Meter: 10,72 s (−0,1 m/s), 3. August 2024 im Paris; lucianischer Rekord
  - 60 Meter (Halle): 6,94 s, 21. Januar 2023 in Albuquerque; Nordamerikarekord
- 200 Meter: 21,86 s (−0,9 m/s), 20. Juli 2024 in London; lucianischer Rekord
  - 200 Meter (Halle): 22,01 s, 11. März 2023 in Albuquerque; lucianischer Rekord